# Selo Cabeça Grande
A série Cabeça Grande foi a nona série de selos lançados no Brasil. O lançamento dessa série foi feito em 7 de setembro de 1882.
Além disso, entre as duas séries, existem diferenças mínimas de impressão. Por exemplo, nos selos de 50 réis, o cabelo do imperador encontra-se repartido de maneira diferente. Nos de 100 réis, o círculo de pérolas da moldura é completo, enquanto que na série "Cabeça Grande", o valor "100" encobre parte das pérolas da moldura, além das linhas de fundo estarem inclinadas num ângulo de 45 graus.
A série "Cabeça Grande" circulou entre os anos de 1882 e 1885.